# Eladio Victoria

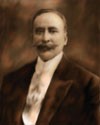
Eladio Victoria

Eladio „Quiquí“ Victoria y Victoria (* 30. Juli 1864 in Baní; † 27. Juli 1939 in Santiago de los Caballeros) war ein dominikanischer Politiker und Präsident der Dominikanischen Republik.

## Biografie
Im Laufe seiner politischen Karriere war er mehrfach Mitglied von Regierungen und als solches zeitweise Staatssekretär für Bauten und öffentliche Arbeiten (Secretario de Estado de Fomento y Obras Públicas), Minister für öffentlichen Unterricht (Ministro de Instrucción Pública) sowie Schatz- und Handelsminister (Ministro de Hacienda y Comercio). Darüber hinaus war er Senator.
Nach dem Sturz von Ramón Cáceres wurde er am 2. Dezember 1911 als dessen Nachfolger provisorischer Präsident der Dominikanischen Republik. Bei den Präsidentschaftswahlen vom Februar 1912 setzte er sich mit 550 Wahlmännerstimmen gegen seine Gegenkandidaten durch, die insgesamt nur 79 Elektorenstimmen erzielten. Eigentlicher starker Mann seiner Regierung war jedoch sein Neffe, Kriegsminister General Alfredo Victoria. Da dieser jedoch erst 27 Jahre alt war, konnte er nicht selbst das Amt des Präsidenten antreten. Bei seinem Amtsantritt hatte er neben der Unterstützung der USA auch die der Anhänger des ehemaligen Präsidenten Juan Isidro Jiménez (Jiministas), jedoch nicht die der „Horacistas“, der Anhänger des früheren Präsidenten Horacio Vásquez, die zusammen mit den Truppen von General Desiderio Arias gegen die Regierung der Familie Victoria einen Krieg begannen, der unter dem Namen „Guerra de los Quiquises“ als einer der verlustreichsten Kämpfe in die dominikanische Geschichte einging. Um seinen Machterhalt zu sichern, gab Victoria beträchtliche Geldmittel aus, was jedoch dazu führte, dass die USA ihren Rückhalt aufgaben, da sie finanzielle und wirtschaftliche Verluste für die ansässigen US-amerikanischen Unternehmen befürchtete. Aus diesem Grund entsandte die US-Regierung bewaffnete Einheiten zur Lösung des Konflikts. Das Ergebnis dieses Einsatzes war der Rücktritt von Präsident Victoria und seines Neffen am 26. November 1912.
Zwei Tage später wurde Erzbischof Adolfo Alejandro Nouel, ein Schwager seiner Schwester, zum Nachfolger gewählt, der am 1. Dezember 1912 das Amt des Präsidenten annahm.